# Beaconsfield (película)
Beaconsfield, es un drama australiano que se estrenó el 22 de abril de 2012 en la cadena Nine Network. Beaconsfield narra la historia verdadera del incidente ocurrido en la mina de oro de Beacosfield que colapsa en el 2006 en Australia y deja atrapados a tres mineros casi un kilómetro bajo tierra. 
La película es vista bajo cuatro perspectivas: los mineros atrapados, sus familias, el equipo de rescate y los medios.

## Historia
Todo comienza cuando una mina de Beaconsfield colpasó en abril del 2006 en Tasmania, Australia; varios mineros lograron escapar sin embargo Larry Knight, Todd Russell y Brant Webb quedaron atrapados casi un kilómetro bajo tierra, inmediatamente después del derrumbe Knight murió mientras que Russell y Webb luchaban por mantenerse con vida y ser rescatados.
La historia es contada desde la perspectiva de los rescatistas Pat Ball y Matthew Gill quienes junto a sus equipos de expertos son llamados para elaborar un plan a prueba de fallos para rescatar a los tres mineros que quedaron atrapados, encabezando así las operaciones de rescate.
También se centra en el periodista Richard Carleton quien después de atender a una rueda de prensa en el lugar del derrumbe sufre un paro cardíaco y muere en el hospital y en Rachel Webb y Carolyn Russell y cómo ambas tuvieron que hacer frente mientras sus esposos están atrapados.
En abril los rescatistas encontraron y recuperaron el cuerpo de Larry. Poco después en mayo y después de dos semanas luego del derrumbe Webb y Russel son rescatados por rescatistas que pusieron en peligro sus vidas para liberarlos.

## Personajes Principales
| Actor          | Personaje               | Ocupación                            |
| -------------- | ----------------------- | ------------------------------------ |
| Simon Lyndon   | Larry Knight            | Minero                               |
| Lachy Hulme    | Todd Russell            | Minero                               |
| Shane Jacobson | Brant Webb              | Minero                               |
| Anthony Hayes  | Pat Ball                | Equipo de Rescate & Director de Mina |
| Cameron Daddo  | Matthew Gill            | Equipo de Rescate & Gerente de Mina  |
| Trevor Major   | Steve "Salty" Saltmarsh | Equipo de Rescate                    |
| Adam Morgan    | Glenn Burns             | Equipo de Rescate                    |

### Personajes Secundarios
| Actor                 | Personaje                 | Ocupación                                         |
| --------------------- | ------------------------- | ------------------------------------------------- |
| Michala Banas         | Carolyn Russell           | Esposa de Todd                                    |
| Sacha Horler          | Rachel Webb               | Esposa de Brant                                   |
| Peta Brady            | Jacqui Knight             | Esposa de Larry                                   |
| Steve Vizard          | Richard Carleton          | Reportero                                         |
| Angus Sampson         | Brett "Cress" Cresswell   | Equipo de Rescate & Jefe de Turno de la Mina      |
| Syd Brisbane          | Gavin "Cheesy" Cheesman   | Equipo de Rescate & Supervisor                    |
| Gary Rens             | Steve "Honky" Homan       | Jefe de Turno                                     |
| Eddie Baroo           | Darren "Geardy" Geard     | Minero                                            |
| Nicholas G. Cooper    | Greg Crowden              | Minero                                            |
| Cameron Box           | Brett Chalmers            | Equipo de Rescate                                 |
| Jan Rooney            | Darren "The Gun" Flanagan | Equipo de Rescate & Experto en Explosivos         |
| Richard Davies        | Daniel Piscioneri         | Equipo de Rescate                                 |
| Oscar Redding         | Rex Johnson               | Coordinador de Rescate                            |
| Fiona Harris          | Toni Griffith             | Director de Finanzas & Secretario Adjunto         |
| Christopher Bunworth  | Mike Lester               | Consultor de Comunicaciones & Relaciones Públicas |
| Christopher Stevenson | Peter Hills               | Geólogo de Minas                                  |
| Tessa James           | Lauren Kielmann           | Hija de Larry                                     |
| Jacob Booth           | Trent Russell             | Hijo de Todd                                      |
| Julian Mineo          | Liam Russell              | Hijo de Todd                                      |
| Elise MacDougall      | Maddison Russell          | Hija de Todd                                      |
| Bill Carney           | Noel "Nobby" Russell      | Padre de Todd                                     |
| Stephen Hall          | Howard Sacre              | Productor de Televisión                           |
| Glendyn Ivin          | Theo Visser               | Operador de Camión                                |
| Rebecca McCauley      | Carmen Gill               | -                                                 |

### Otros Personajes
| Actor           | Personaje       | Ocupación                             |
| --------------- | --------------- | ------------------------------------- |
| Tom McCathie    | -               | Minero                                |
| Geoffrey Graham | -               | Minero                                |
| Graham Jahne    | -               | Minero                                |
| Robbie Clissold | -               | Operador Remoto del Bogger            |
| Tessa Wells     | -               | Paramédica                            |
| Brent Costelloe | -               | Reportero de WIN                      |
| Shaun Grant     | -               | Reportero                             |
| Peter Overton   | Peter Overton   | Periodista & Presentador de Noticias  |
| Peter Harvey    | Peter Harvey    | Periodista                            |
| Karl Stefanovic | Karl Stefanovic | Presentador de Noticias               |
| Tracy Grimshaw  | Tracy Grimshaw  | Periodista & Presentadora de Noticias |
| Nick Coe        | Nick Coe        | Presentador de Noticias               |
| Stella Damyon   | -               | Hija de Larry                         |
| Ella Bruce      | Zoe Webb        | Hija de Brant                         |
| Belinda Lack    | -               | Dependiente de Tienda                 |

## Premios y nominaciones
| Año  | Categoría                            | Premio                      | Nominado (os)                | Resultado |
| ---- | ------------------------------------ | --------------------------- | ---------------------------- | --------- |
| 2013 | Best Direction in a Telemovie        | Australian Director's Award | Glendyn Ivin                 | Ganó      |
| 2013 | Most Popular Actor                   | Silver Logie Award          | Lachy Hulme                  | Nominado  |
| 2013 | Most Popular Miniseries or Telemovie | Logie Award                 | Beacosfield                  | Nominado  |
| 2013 | Best Telefeature or Mini Series      | AACTA Award                 | John Edwards & Jane Liscombe | Nominados |
| 2013 | Best Direction in Television         | AACTA Award                 | Glendyn Ivin                 | Nominada  |

## Producción
En junio del 2011 se anunció que la cadena 9 produciría una miniserie acerca del accidente ocurrido en una mina en "Beaconsfield" la cual recibiría el mismo nombre. Poco después se anunció que los actores Lachy Hulme y Shane Jacobson se habían unido a la miniserie e interpretarían a los mineros Russell y Webb respectivamente. Poco después la miniserie fue convertida en película para la televisión y fue estrenada el 22 de abril de 2012 y obtuvo 1.6m de televidentes. 
La película le rindió un homenaje al minero Larry Knight, quien lamentablemente murió durante el derrumbe de la mina. Fue filmada en Beaconsfield, Melbourne y Mansfield en Victoria.
La película fue escrita por Judi McCrossin y dirigida por Glendyn Ivin.